# Cravent
Cravent és un municipi francès, situat al departament d'Yvelines i a la regió de Illa de França. L'any 2007 tenia 390 habitants.
Forma part del cantó de Bonnières-sur-Seine, del districte de Mantes-la-Jolie i de la Comunitat de comunes Les Portes de l'Île-de-France.

## Demografia

### Població
El 2007 la població de fet de Cravent era de 390 persones. Hi havia 127 famílies, de les quals 19 eren unipersonals (4 homes vivint sols i 15 dones vivint soles), 35 parelles sense fills, 50 parelles amb fills i 23 famílies monoparentals amb fills.
La població ha evolucionat segons el següent gràfic:
Habitants censats

### Habitatges
El 2007 hi havia 161 habitatges, 131 eren l'habitatge principal de la família, 23 eren segones residències i 7 estaven desocupats. 159 eren cases i 1 era un apartament. Dels 131 habitatges principals, 116 estaven ocupats pels seus propietaris, 12 estaven llogats i ocupats pels llogaters i 3 estaven cedits a títol gratuït; 1 tenia dues cambres, 15 en tenien tres, 18 en tenien quatre i 96 en tenien cinc o més. 119 habitatges disposaven pel capbaix d'una plaça de pàrquing. A 46 habitatges hi havia un automòbil i a 81 n'hi havia dos o més.

### Piràmide de població
La piràmide de població per edats i sexe el 2009 era:
| Homes | Edats   | Dones |
| ----- | ------- | ----- |
| 0     | 95 o +  | 0     |
| 4     | 90 a 94 | 0     |
| 0     | 85 a 89 | 0     |
| 0     | 80 a 84 | 0     |
| 0     | 75 a 79 | 0     |
| 4     | 70 a 74 | 4     |
| 4     | 65 a 69 | 8     |
| 16    | 60 a 64 | 12    |
| 0     | 55 a 59 | 8     |
| 20    | 50 a 54 | 12    |
| 24    | 45 a 49 | 4     |
| 12    | 40 a 44 | 16    |
| 12    | 35 a 39 | 8     |
| 8     | 30 a 34 | 16    |
| 4     | 25 a 29 | 8     |
| 4     | 20 a 24 | 8     |
| 12    | 15 a 19 | 4     |
| 16    | 10 a 14 | 4     |
| 8     | 5 a 9   | 16    |
| 20    | 0 a 4   | 16    |

## Economia
El 2007 la població en edat de treballar era de 255 persones, 195 eren actives i 60 eren inactives. De les 195 persones actives 182 estaven ocupades (102 homes i 80 dones) i 14 estaven aturades (8 homes i 6 dones). De les 60 persones inactives 23 estaven jubilades, 22 estaven estudiant i 15 estaven classificades com a «altres inactius».

### Ingressos
El 2009 a Cravent hi havia 126 unitats fiscals que integraven 373 persones, la mediana anual d'ingressos fiscals per persona era de 23.055 €.

### Activitats econòmiques
Dels 15 establiments que hi havia el 2007, 1 era d'una empresa de fabricació de material elèctric, 2 d'empreses de construcció, 7 d'empreses de comerç i reparació d'automòbils, 1 d'una empresa de transport, 2 d'empreses immobiliàries i 2 d'empreses classificades com a «altres activitats de serveis».
Dels 5 establiments de servei als particulars que hi havia el 2009, 1 era un taller de reparació d'automòbils i de material agrícola, 1 paleta, 1 guixaire pintor, 1 lampisteria i 1 electricista.
L'únic establiment comercial que hi havia el 2009 era una botiga de material de revestiment de parets i terra.
L'any 2000 a Cravent hi havia 6 explotacions agrícoles.

## Equipaments sanitaris i escolars
El 2009 hi havia una escola elemental integrada dins d'un grup escolar amb les comunes properes formant una escola dispersa.

## Poblacions més properes
El següent diagrama mostra les poblacions més properes.